# Gbadolite (commune)
Pour les articles homonymes, voir Gbadolite (homonymie).
Gbadolite est une commune de la ville de Gbadolite en République démocratique du Congo. 